# Buhl (Idaho)
Pour les articles homonymes, voir Buhl.
Buhl est une ville du comté de Twin Falls, dans l'État de l'Idaho, au nord-ouest des États-Unis d’Amérique.

## Démographie
| 1910 | 1920  | 1930  | 1940  | 1950  | 1960  |
| ---- | ----- | ----- | ----- | ----- | ----- |
| 639  | 2 245 | 1 883 | 2 414 | 2 870 | 3 059 |

| 1970  | 1980  | 1990  | 2000  | 2010  | - |
| ----- | ----- | ----- | ----- | ----- | - |
| 2 975 | 3 629 | 3 516 | 3 985 | 4 122 | - |

La commune compte 3 985 habitants en l’an 2000. 